# トルコ国鉄E14000系電車
トルコ国鉄E14000系電車（トルコこくてつE14000けいでんしゃ、TCDD E14000）はトルコ国鉄で運用されている電車。同国イスタンブール、アンカラ、イズミル周辺の通勤・近郊列車で運用されている。
1編成は電動制御車（Mc） - 付随車（T） - 付随制御車（Tc）、Mc-T-Tcの3両である。

## 経歴
1970年代後半からイスタンブールのアジア側とアンカラおよびイズミルの都市近郊区間の電化が実施されたことに加え、イスタンブールのヨーロッパ側で運用されていた従来からのE8000系電車の車両を追加することとなったため、1979年に3両25編成75ユニットが導入された。
長い間上記区間の主力電車として活躍したが、2010年代に入ると老朽化によりドアが閉まらないことが珍しくなくなり、トルコ国鉄では韓国・現代ロテム製の新型車両へ置き換えることを決定。それにより、2010年にアンカラとイズミル、2014年にイスタンブールでの運用から退き、イスタンブールではE8000系と共にハイダルパシャ駅およびシルケジ駅とその留置線へ移動された。
一部の車両は解体されたものの、2018年に大幅に更新された車両が登場、アンカラ近郊で運用を開始した。

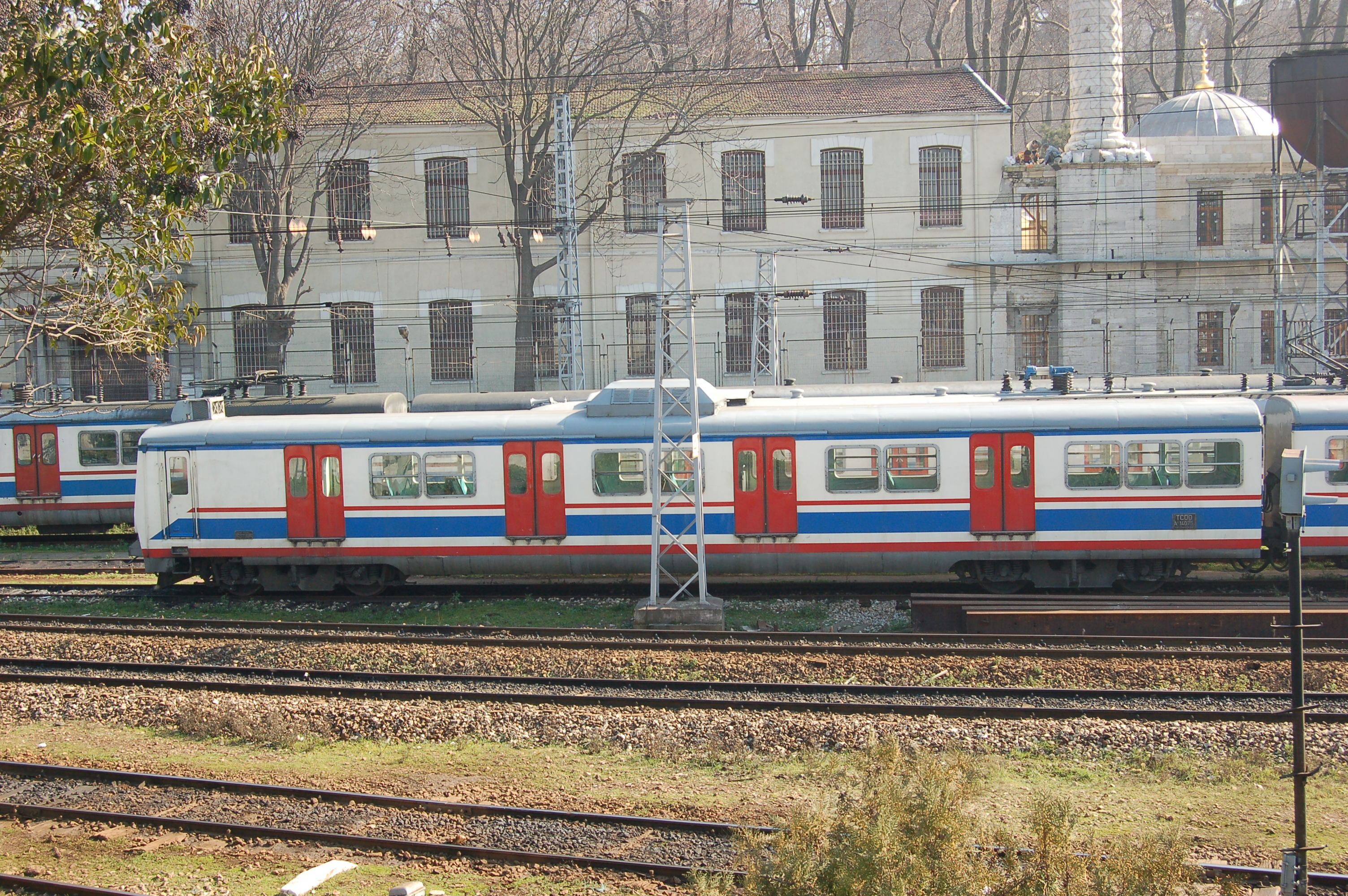
付随制御（Tc）車